# Lužniki
Stadion Lužniki (rusky: Стадион Лужники) v Moskvě je největší sportovní stadion v Rusku. V současnosti má kapacitu 78 360 míst k sezení. Stadion je součástí Olympijského komplexu Lužniki, který je pojmenován podle své polohy v místě lužní louky (nivy) v ohbí řeky Moskvy. Oficiální název zní Velká sportovní aréna olympijského komplexu Lužniki.

## Historie
Stadion byl postaven v letech 1955–1956 jako Velká sportovní aréna Centrálního stadionu Vladimira Lenina, byl to národní stadion Sovětského svazu a divácká kapacita byla v té době přes 100 000. Stadion hostil finálový zápas Mistrovství světa v ledním hokeji 1957 mezi Švédskem a Sovětským svazem, zúčastnilo se ho na 55 000 lidí a v té době to byl nový světový rekord.
V roce 1980 tento stadion hostil Letní olympijské hry 1980. V srpnu 1989 se zde konal Moscow Music Peace Festival, jeden z prvních rockových festivalů v SSSR. V roce 1992 byl přejmenován. Rozsáhlá rekonstrukce stadionu v roce 1996 přinesla mimo jiné střechu nad tribunou, rekonstrukce původních sedadel vedla ke snížení celkové kapacity. Stadion hostil finále Ligy mistrů 1999 a Ligy mistrů 2008 a v roce 2013 se v něm konalo mistrovství světa v atletice.
Vystupovalo zde mnoho umělců, jako například Michael Jackson, The Rolling Stones, Madonna, Metallica, Red Hot Chili Peppers, Kino a U2.
Hřiště bylo v minulosti využíváno především na fotbalové zápasy hrané CSKA Moskva, Torpedem Moskva a Spartakem Moskva, ale používá se také jako jedno z domácích hřišť ruské fotbalové reprezentace. Lužniki byly vybrány jako jeden ze stadionů, na kterém se konalo Mistrovství světa ve fotbale 2018, odehrálo se zde i finále o titul mistra světa.

## Odkazy

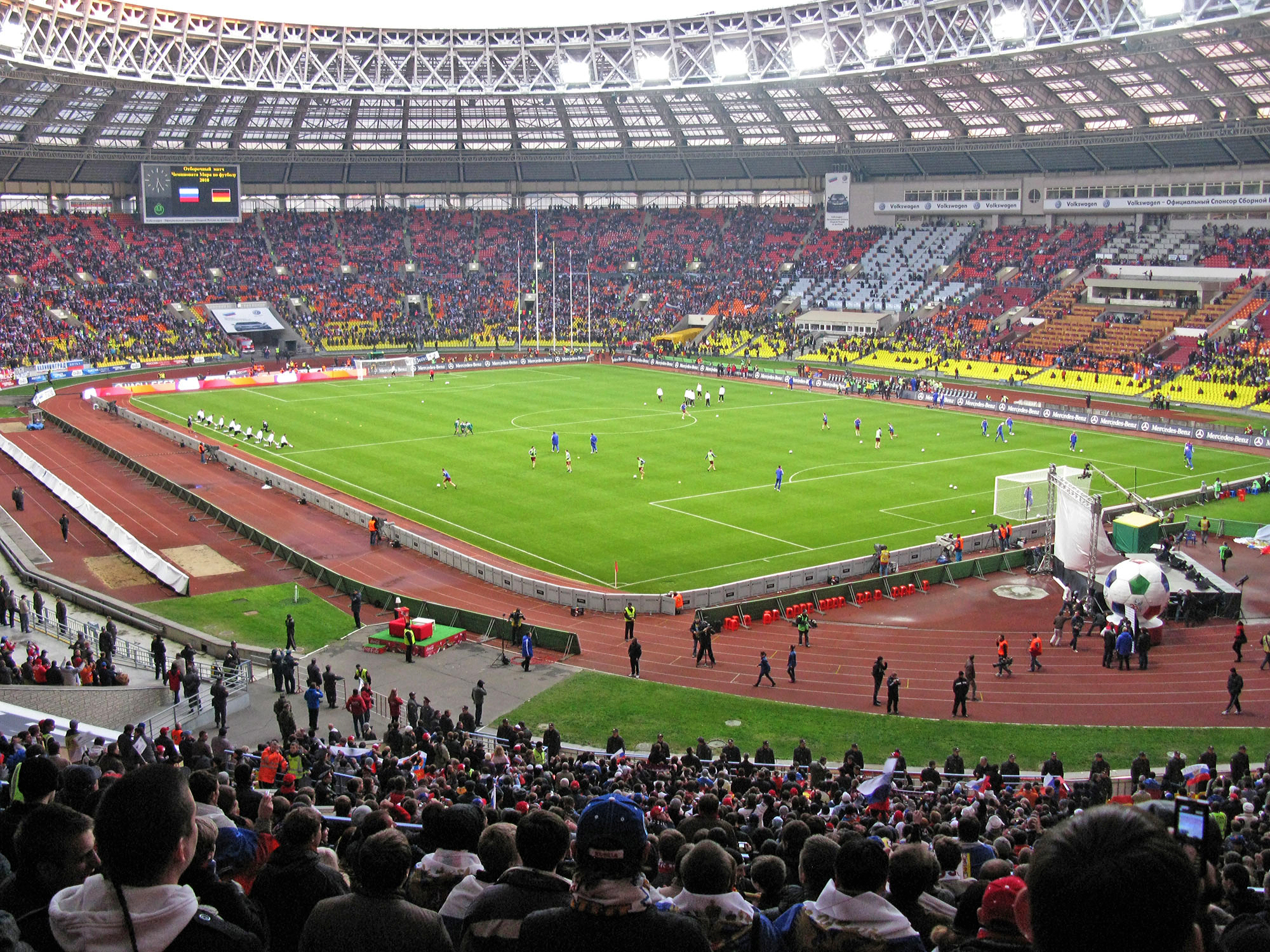
Stadion v roce 2009, Rusko vs. Německo